# Fiat S76 Record
La FIAT S76 (dal nome del motore; il nome reale è 12 Ter), in seguito conosciuta anche come FIAT 300 HP Record e soprannominata "la belva di Torino", fu un'autovettura costruita tra il 1910 e 1911 dalla casa italiana FIAT in due soli esemplari appositamente per battere il record di velocità terrestre detenuto in quegli anni dalla Blitzen-Benz nel 1909. 
Era equipaggiata con un motore di 28.353 cc di cilindrata da 290 cavalli, dal quale venne poi derivata la versione S76A, destinata all'uso aeronautico, che fu montato su dirigibili Forlanini tra il 1912 e 1913. Rispetto all'unità motrice originaria, la versione A aveva 3 valvole anziché 4 e 3 candele anziché 2; inoltre il monoblocco aveva nella stessa fusione i prolungamenti verticali per il controllo dei comandi di acceleratore e magnete. 

## Record

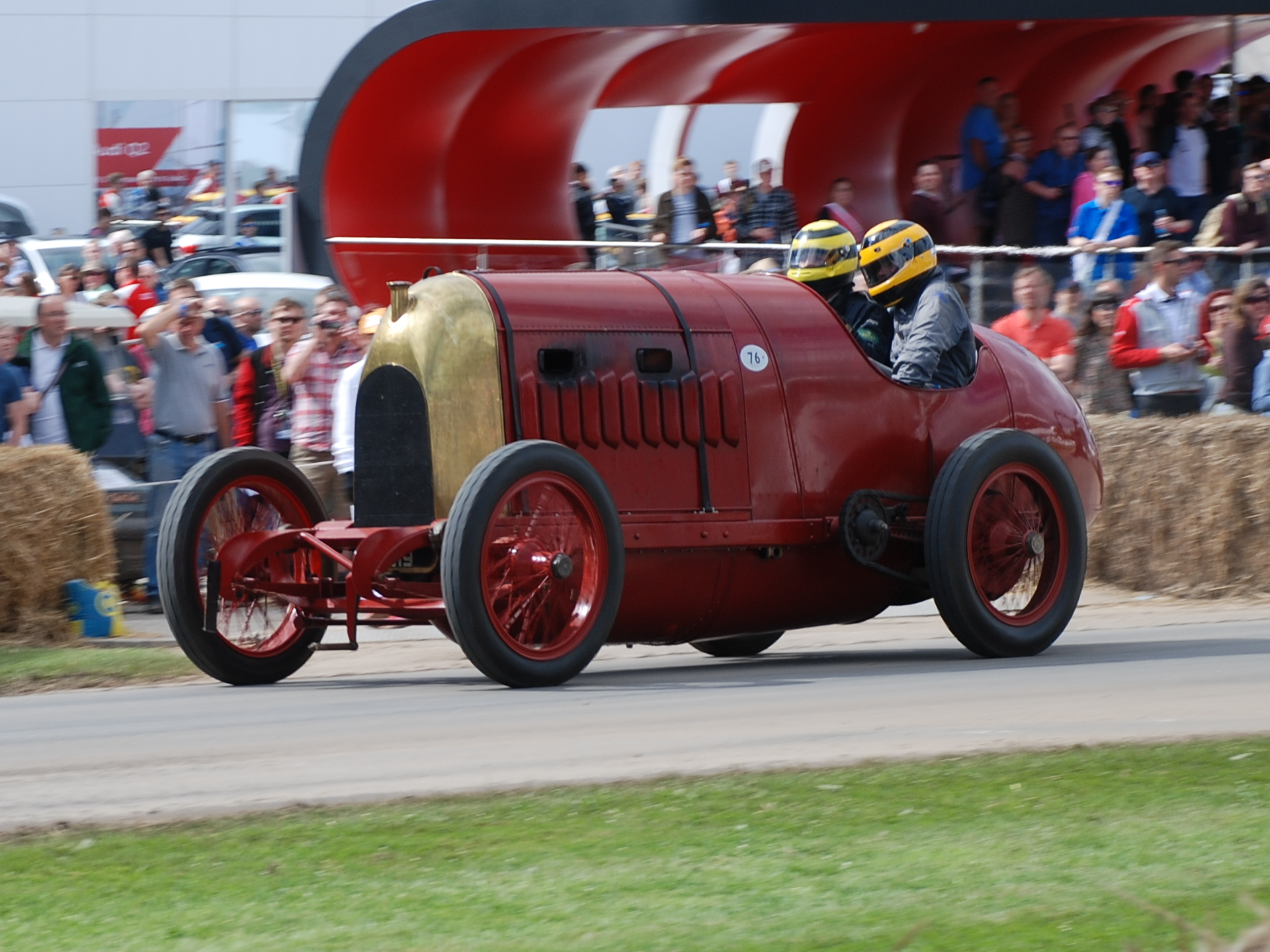
L'unica Fiat S76 Record restaurata e funzionante al Festival di Goodwood 2016

Nel 1911, pilotata da Pietro Bordino sul circuito di Brooklands e sulla spiaggia di Saltburn, toccò i 200 km/h. Nel 1912 il pilota francese Arthur Duray sul rettilineo di Ostenda raggiunse i 225 km/h, ma il record, per irregolarità della registrazione, non fu ufficializzato.

## Caratteristiche tecniche
Motore anteriore tipo S76, monoblocco testa integrale (testa fissa)  4 cilindri in linea da 28.353 cc di cilindrata per 290 CV a 1.400 rpm, alesaggio 190mm corsa 250mm, albero a camme in testa con bilanceri,  4 valvole per cilindro (il motore per Dirigibile S76A ne aveva 3, due di scarico ed una di aspirazione), l'avviamento con bobina separata e vibratore, accensione con magnete ad alta tensione BOSCH DR4/4 e 2 candele per cilindro (3 candele per cilindro le aveva il motore prodotto per Dirigibile S76A), raffreddamento ad acqua, trasmissione con catena, sospensioni ad assale rigido con balestre anteriore e posteriore (posteriore puntoni longitudinali), cambio a 4 rapporti più retromarcia.
Il disegno del radiatore di questo prototipo da record fu riutilizzato dalla FIAT per i modelli successivi stradali.

## Restauro
Delle vetture costruite sopravvisse solo un telaio, che nei primi anni 2000 fu rilevato dal magnate e collezionista inglese Duncan Pittaway, direttore della Findlay Collection di Bristol. Costui successivamente riuscì, in circostanze non chiare, a ottenere l'unico motore S76 preservato in condizioni di funzionamento, custodito alla Collezione Antonio Capetti del Politecnico di Torino: l'unità motrice gli fu concessa in prestito, ufficialmente per motivi di ricerca; all'ente proprietario fu tuttavia restituita un'imitazione non funzionante, di cui tuttavia non ci si accorse fino al 2016. 
A telaio e motore vennero aggiunti, ricostruiti ex-novo a partire da foto e documenti d'epoca, il cambio, la carrozzeria, il radiatore, il sistema di accensione (candele comprese) e le bronzine (gusci in bronzo e metallo bianco centrifugato); si dovette altresì intervenire sul basamento motore per riallineare i supporti di banco, deformati dopo 100 anni di inutilizzo. A inizio 2015 sono state così condotte le prime prove su strada e nel 2016 la vettura ricostruita è stata presentata ufficialmente al Goodwood Festival of Speed..